# ジョン・ブレッキンリッジ
ジョン・キャベル・ブレッキンリッジ（英語: John Cabell Breckinridge、1821年1月16日 - 1875年5月17日）は、アメリカ合衆国の弁護士、政治家。ケンタッキー州選出上院議員および第14代アメリカ合衆国副大統領を務めた。就任当時36歳で、史上最年少の副大統領であった。
1860年の大統領選挙では、分裂した民主党の南部の副大統領候補となった。一般投票では共和党のエイブラハム・リンカーン、北部民主党のスティーブン・ダグラスに次いで3位となったが、選挙人団投票では次点となった。
南北戦争が勃発すると南軍の将軍として従軍し、ポートハドソンの包囲戦やニューマーケットの戦いで部隊を指揮した。また最後のアメリカ連合国陸軍長官も務めた。

## 生涯

### 生い立ちと家族
ケンタッキー州レキシントンの近く「キャベルズ・デール」でジョセフ・キャベル・ブレッキンリッジとメアリー・クレイ・スミス夫妻の間に生まれた。ブレッキンリッジ家はケンタッキー州では由緒のある家柄で、祖父は上院議員および司法長官を務めたジョン・ブレッキンリッジである。息子は下院議員および外交官を務めたクリフトン・ブレッキンリッジ、孫には俳優のジョン・キャベル「バニー」ブレッキンリッジがいる。

### 初期の経歴
1839年にケンタッキー州ダンビルのセンター・カレッジを卒業し、その後ニュージャージー大学（現在のプリンストン大学）に入学した。続いてレキシントンのトランシルヴァニア大学で法律を学んだ。1840年に法曹界入りし、アイオワ州バーリントンへ転居したが、すぐにレキシントンに戻り弁護士業を始めた。1843年にメアリー・サイリーン・バーチと結婚した。ブレッキンリッジは1847年から1848年の米墨戦争で第3ケンタッキー義勇兵部隊の少佐であった。
ブレッキンリッジは民主党員として1849年にケンタッキー州選出の下院議員となり、続いて第32、第33議会に選任された（1851年3月4日 - 1855年3月3日）。ブレッキンリッジは再選へ出馬せず、その代りフランクリン・ピアース大統領によってスペイン担当大臣に任命されたがそれを断った。彼は民主党のジェームズ・ブキャナンの副大統領候補となり、アメリカ合衆国史上最年少の35歳（アメリカ合衆国憲法下で規定された最年少の年齢）で副大統領に選出された。
ブレッキンリッジは1860年の大統領選挙でエイブラハム・リンカーンに敗れた。民主党は分裂し、南部民主党がブレッキンリッジを大統領候補に指名した。彼は奴隷制擁護の立場で大統領選を戦った。叔父ロバート・ジェファーソン・ブレッキンリッジはリンカーンを支持した。
ブレッキンリッジは勝利を全く期待せず、ヴァリナ・デイヴィスに送った手紙では「私は、はかない希望を導くための勇気があると思います。」と嘆いた。一般投票で18.1%を獲得、3位に入ったが、選挙人団投票ではディープサウス、境界州であるメリーランドやケンタッキーで勝利し、連合党のジョン・ベルおよび民主党北部の候補スティーブン・ダグラスを上回って2位となった。
しかし、ブレッキンリッジには北部州からの支持は無かった。北部州の大半は選挙人団票が分裂したニュージャージーを除いて、リンカーンが圧勝したが、ブキャナン派の候補としてブレッキンリッジはペンシルベニアでダグラスより票を獲得し、デラウェアで勝利、コネチカットではダグラスに相当する支持を受けた。彼はミズーリでダグラスに負け、バージニアとテネシー、自らの出身州であるケンタッキーではベルに敗北した。
大統領選では敗北したものの、ケンタッキー州議会はブレッキンリッジを連邦上院議員に選出し、1861年3月4日に就任した。その後南部州の脱退とアメリカ連合国の創設にもかかわらず、ブレッキンリッジは上院にとどまり、12月4日に反乱支援の解決のために放出されるまで同職を務めた。その年は10名の南部州の上院議員が早々に追放されていた。ブレッキンリッジは逮捕を恐れ、連合国へ逃亡した。ロバート・E・リーなどの他の南部同盟指導者と異なり、ケンタッキー州議会が合衆国への残留を議決した後、ブレッキンリッジは州との関係を断つこととなった。

### 南北戦争
ブレッキンリッジは南北戦争中に准将として連合国軍に入り、第一ケンタッキー旅団を指揮し、間もなく少将に昇進した。同旅団は隊員がケンタッキー州政府から見捨てられたと感じていたことから「孤児旅団」 (Orphan Brigade) とあだ名された。ブレッキンリッジは西部戦線でシャイローの戦いを始めとして多くの戦闘に参加した。シャイローで彼は負傷している。彼はミシシッピ川下部流域で独立した指揮官として部隊を指揮し、ポートハドソンを確保することでその領域の南部同盟による支配を保証した。
ブレッキンリッジはテネシー軍の指揮官であったブラクストン・ブラッグ将軍の激しい個人的な嫌悪を受けた。ブレッキンリッジはブラッグを無能であると考え、それは多くの南軍将軍と共通した見解であった。さらにブレッキンリッジは、ブラッグによる連合国軍内での孤児旅団と始めとするケンタッキー出身部隊の取り扱いを不公平であると感じていた。戦争の間中、ブレッキンリッジはケンタッキー出身部隊の福利に関して対処しなければならないという強い必要性を個人的に感じていた。ブラッグはブレッキンリッジを軽蔑し、彼が大酒飲みであるとして密かに処罰しようとした。ストーンズリバーの戦いでブラッグは1863年1月2日にブレッキンリッジの部隊に対して川の東岸の丘を占領している部隊を攻撃するよう命じた。ブレッキンリッジはこの命令に対して自殺行為だとして反発したが、攻撃を行い多数の死傷者を出した。彼はその惨状を目の当たりにして呆然とした。ケンタッキー出身部隊はそのほぼ1/3が失われ、大半は孤児旅団であった。彼は生存者の間で「私の哀れな孤児よ！私の哀れな孤児よ！」と繰り返し叫んだ。
ブレッキンリッジはブラッグの部隊と共に戦い続けた。チカマウガの戦いにおける1863年9月20日の攻撃では大きな成果を上げ、1863年11月25日のミッショナリー・リッジの戦いでは防衛に失敗したが、それぞれの戦いで奮戦した。

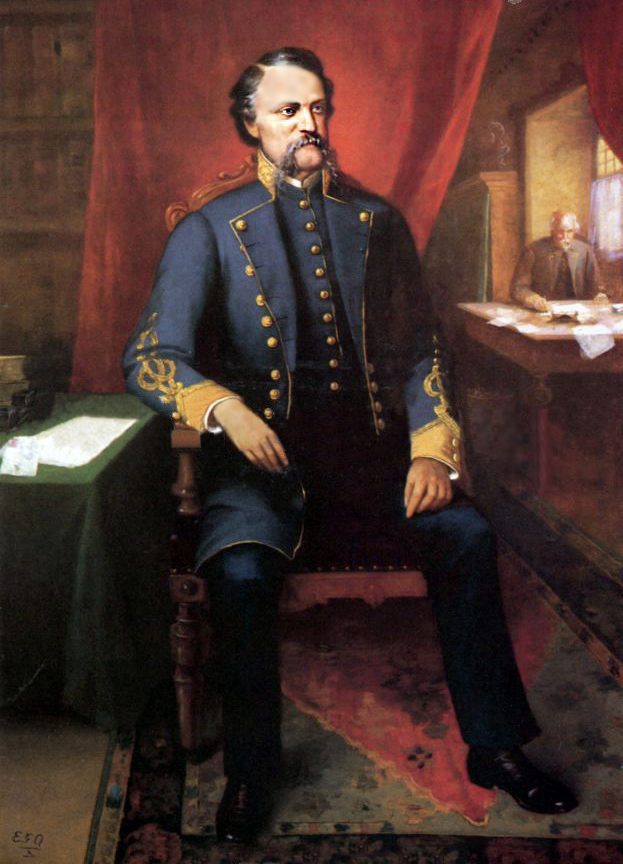
ブレッキンリッジ准将

ブレッキンリッジは東部戦線に転戦し、1864年前半にシェナンドー谷の南軍部隊の指揮を担当した。1864年5月14日のニューマーケットの戦いでバージニア士官学校の士官候補生を指揮し攻撃を行った。その後まもなくブレッキンリッジはロバート・E・リーの指揮する北バージニア軍を援護し、コールドハーバーの戦いで重要な役割を果たした。
夏、ブレッキンリッジはジュバル・アーリー中将によるワシントン襲撃に参加し、シェナンドー渓谷を通って北に移動、メリーランドに渡った。7月初めにモノカシーの戦いに参加し、同月前半にはワシントンD.C.の防御を調査した。その間、リンカーンがスティーブンス砦の戦いを見ていたので、アメリカ史上唯一、大統領選における元の対立候補が戦線を挟んでお互いに面したこととなった。

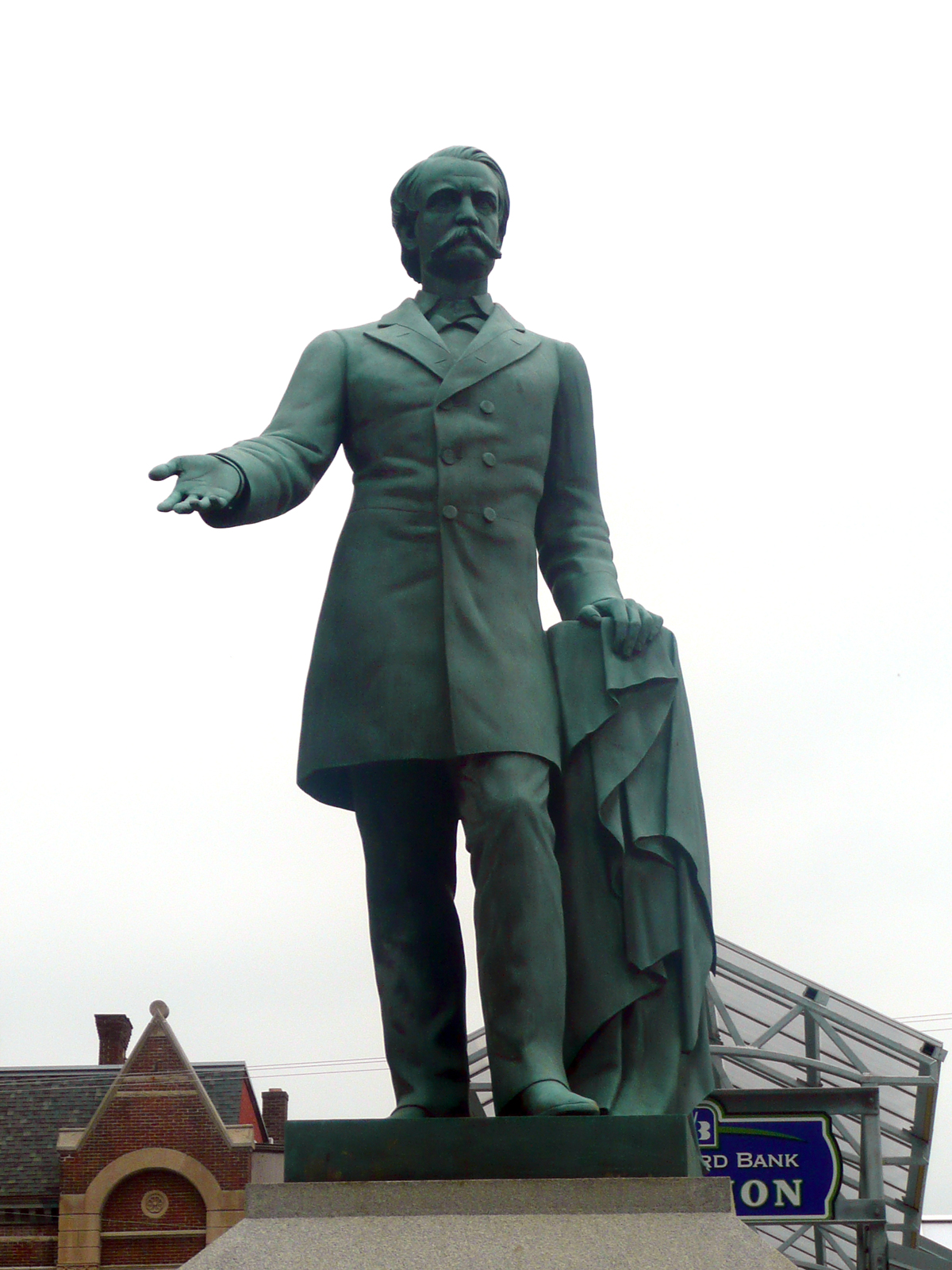
レキシントン歴史センターのブレッキンリッジ像

9月にブレッキンリッジは南西バージニアにおいて軍を指揮した。そこでは連合国軍は非常に混乱していた。彼は部隊を再編し、北東テネシーの攻撃を行った。ソルトビルの戦いに勝利した後、ブレッキンリッジは何名かの連合国軍兵士が何十人もの合衆国軍の黒人兵を戦闘後に殺害したのを発見し、これに衝撃を受けた。彼はこの事件に責任を負うフェリクス・ヒューストン・ロバートソンを逮捕し裁判にかけようとしたが、連合国は崩壊しこれを達成することはできなかった。
1865年1月にブレッキンリッジは陸軍長官に就任した。1865年4月上旬、リッチモンド陥落に伴う混乱の中ブレッキンリッジは、南部連合の政府と軍隊が破壊されずむしろ合衆国軍から無傷で占領されるように尽力した。そうすることによって彼は、南部同盟の戦争の顛末が歴史の中に保存されるよう保証した。連合国が崩壊すると、ブレッキンリッジはデイヴィス大統領と共に脱出し、ジョセフ・ジョンストン将軍と共にベネット・プレイスでのウィリアム・シャーマン将軍との降伏交渉を行った。ブレッキンリッジは、更なる抵抗がより多くの死に通じるだけであるとデイヴィスを説得しようとし続けたが、一方彼は大統領を危険から守る義務があると感じていた。結局二人は逃亡途中の混乱で別れてしまうこととなった。

### その後の経歴
ブレッキンリッジは合衆国政府によって反逆罪で裁判にかけられることを恐れ、国外への脱出を決心した。彼とその一行は小さなボートでフロリダを出航し、キューバに到着した。その後イギリスからカナダに渡り、再びイギリスに渡った。彼は恩赦を与えられた後の1869年3月にレキシントンに帰還し、法律業務を再開した。彼は再び政治家として活動するという提案を拒否し、その間にクー・クラックス・クランに対して反対の考えを話した。後にエリザベスタウンのレキシントン・ビッグ・サンディー鉄道株式会社の副社長に就任する。肝硬変のためレキシントンで死去し、レキシントン墓地に埋葬された。